# Wishbone Ash
I Wishbone Ash sono una band hard rock britannica, formatasi a Devon nel 1969.

## Storia del gruppo
Il primo nucleo dei futuri Wishbone Ash risiede nei Torinoes, un trio formato nel 1963 dai due fratelli Martin e Glenn Turner, alle chitarre, e dal batterista Phil Hesketh. Il gruppo si esibiva di sera nei locali con un repertorio che riprendeva i successi di artisti come Shadows, Chuck Berry, Ray Charles, Little Richard, gli Everly Brothers.
Due anni dopo, Hesketh fu avvicendato da Adrian Smith e i Torinoes cambiarono il nome diventando gli Empty Vessels. Nel 1966 il gruppo imbarcò Steve Upton, di qualche anno più grande e soprattutto di vasta esperienza nel mondo della musica di quegli anni, in sostituzione di Smith. Il trio si consolidò amalgamando elementi di jazz e di rock progressivo e cambiò di nuovo nome, rinominandosi Tanglewood; e dopo aver acquisito rinomanza nei circuiti locali i tre musicisti decisero di fare il salto al professionismo, trasferendosi nella capitale inglese nel 1969.
Ma l'esperienza non fu convincente per Glenn Turner che decise di ritirarsi dalla formazione. Alla ricerca di un tastierista, con l'aiuto del nuovo manager Miles Copeland III i Tanglewood arruolarono invece due chitarristi, David “Ted” Turner e Andy Powell, che avrebbero creato il tratto distintivo delle caratteristiche sonorità con le due chitarre soliste intrise di soul e blues, mescolate all'impronta jazz di Upton e a Martin Turner passato al basso. Il quartetto, cambiato definitivamente il nome in Wishbone Ash, esordì in concerto come banda di spalla della Aynsley Dunbar Retaliation, e nel biennio 1969-70 suonò assieme a gruppi molto popolari – fra essi T. Rex, Smile, Caravan, Mott the Hoople.

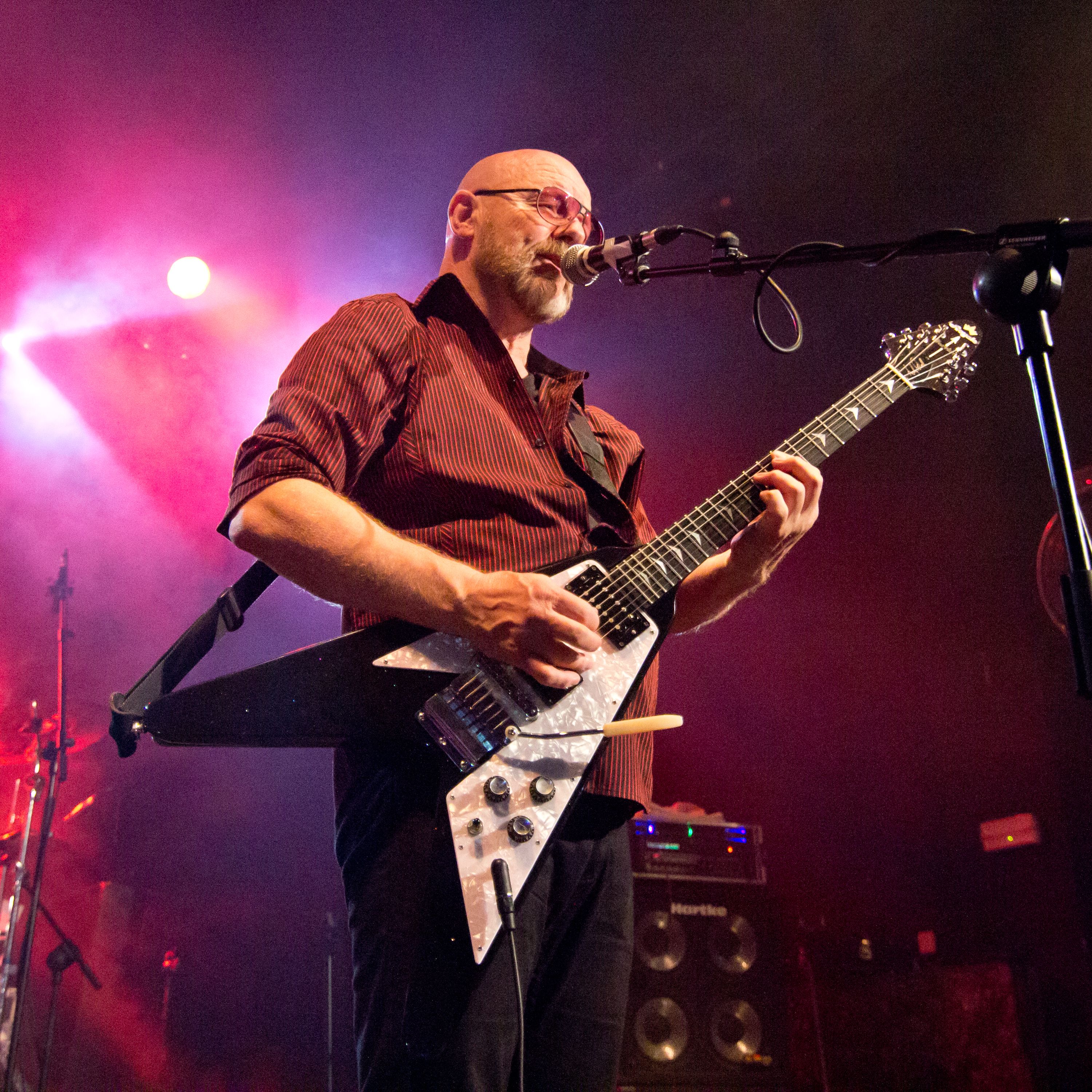
Andy Powell (2015)

Segnalato da Ritchie Blackmore dopo un concerto coi Deep Purple, il gruppo firmò un contratto con la MCA e alla fine del 1970 uscì l'album d'esordio Wishbone Ash. A seguire, il primo tour in terra americana, una tournée in patria, una seconda trasferta in USA come banda a supporto di Who, Ten Years After e Black Sabbath e la registrazione del secondo LP, Pilgrimage, assieme alla crescente popolarità: il settimanale specializzato Melody Maker li consacrò “Best New Band”. Nel 1972 la formazione pubblicò il terzo lavoro, l'album Argus, e poi partì per il terzo tour statunitense interrotto dal furto della loro attrezzatura a St. Louis.
Wishbone Four vide la luce a metà del 1973. L'album propone un sound meno complesso di quanto era stato fatto fino ad allora, e fu seguito da un altro LP registrato live, estratto dai concerti del gruppo in alcune città inglesi. L'anno successivo, Ted Turner si sganciò dal gruppo e venne sostituito da Laurie Wisefield, in precedenza membro degli Home. Con questa formazione fu inciso negli USA il quinto album a cui seguiranno diversi tour per tutto il mondo, in cui il gruppo sarà da solo o assieme ad Aerosmith, Rory Gallagher, Soft Machine, Mahavishnu Orchestra, Caravan e Lou Reed.
Ormai residenti da qualche tempo negli USA, gli Wishbone Ash incisero un nuovo album, Locked In, che non riscosse le stesse critiche positive dei precedenti. Il resto del decennio trascorse fra incisioni in studio sia in patria che negli USA e concerti, l'ultimo dei quali fu tenuto nel 1980. Da quel momento il gruppo andò incontro a diversi mutamenti nella formazione: si avvicendarono musicisti di esperienza come John Wetton, Trevor Bolder, Claire Hamill, Mervyn Spencer e altri. I dischi pubblicati ebbero alterne fortune.

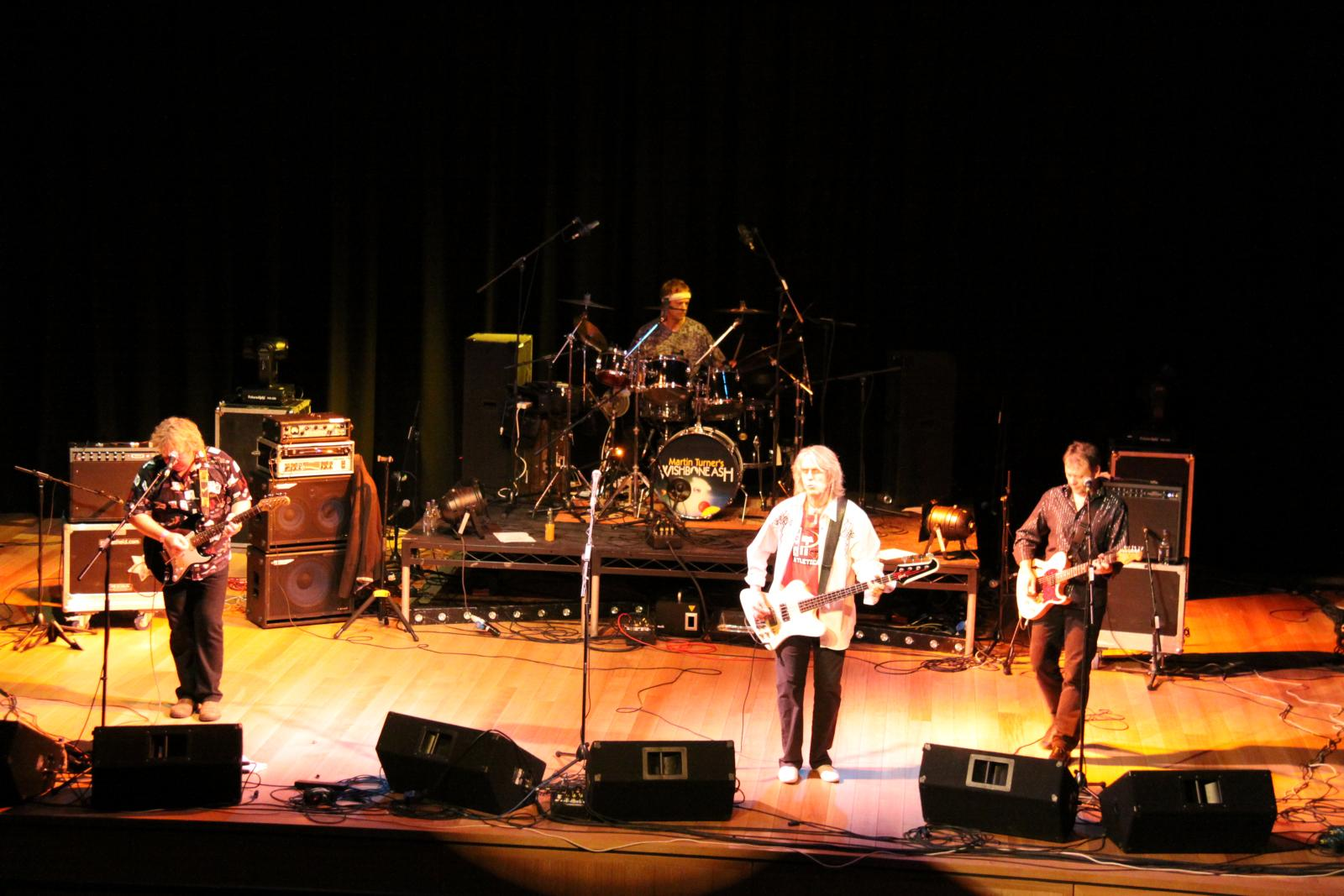
Gli Wishbone Ash di Martin Turner

Il 1987 è una data di svolta: mentre la formazione rinnovatasi nel tempo continuava nelle tournée, il vecchio manager Miles Copeland propose ai componenti originari di tornare a incidere assieme. Martin Turner, Steve Upton, Ted Turner e Andy Powell si misero al lavoro, producendo Nouveau Calls, un album in cui i fans ritrovarono le antiche sonorità che si erano andate via via perdendo. Rinfrancati dal successo, i vecchi Wishbone Ash decisero di tornare a esibirsi in concerti, attività che svolsero fino a tutto il primo decennio degli anni duemila. Nel frattempo erano intervenute alcune alterazioni, col ritiro di Upton e la sua sostituzione con Robbie France prima e poi Ray Weston, l'abbandono temporaneo di Martin Turner, e il ritiro definitivo di Ted Turner. Dopo successivi mutamenti della formazione, Martin Turner nel 2005 decise di creare i Martin Turner's Wishbone Ash – a cui in un'occasione si sarebbe unito in qualità di guest star Ted Turner – con cui tornare al sound originario.

## Stile musicale
Sono una band con un sound hard rock di stampo classico; nel corso della loro carriera hanno anche sviluppato sonorità associabili all'heavy metal , al rock psichedelico al blues rock e al rock progressivo.

## Discografia

### Album in studio
- 1970 - Wishbone Ash
- 1971 - Pilgrimage
- 1972 - Argus
- 1973 - Wishbone Four
- 1974 - There's the Rub
- 1976 - Locked In
- 1976 - New England
- 1977 - Front Page News
- 1978 - No Smoke Without Fire
- 1980 - Just Testing
- 1981 - Number the Brave
- 1982 - Twin Barrels Burning
- 1985 - Raw to the Bone
- 1987 - Nouveau Calls
- 1989 - Here to Hear
- 1991 - Strange Affair
- 1996 - Illuminations
- 2002 - Bona Fide
- 2006 - Clan Destiny
- 2007 - The Power of Eternity
- 2011 - Elegant Stealth
- 2014 - Blue Horizon
- 2020 - Coat of Arms

### Altri album
- 1997 - Trance Visionary
- 1998 - On Air (BBC 1971-77)
- 1999 - Psychic Terrorism
- 1999 - Bare Bones (acustico con cover)
- 2007 - First Light (materiale inedito registrato nel 1970)

### Album live(lista parziale)
- 1972 - Live from Memphis
- 1973 - Live Dates
- 1979 - Live in Tokyo
- 1980 - Live Dates 2
- 1981 - Hot Ash
- 1992 - The Ash Live in Chicago

### Raccolte(lista parziale)
- 1981 - The Best of Wishbone Ash
- 1993 - Time Was: The Wishbone Ash Collection
- 1994 - The Very Best of Wishbone Ash: Blowin' Free
- 1997 - Distillation
- 2001 - Blowin' Free: An Introduction to Wishbone Ash
- 2004 - Lost Pearls
- 2008 - Tough

## Formazione

### Attuale
- Andy Powell - voce, chitarra (1969-presente)
- Mark Abrahams - chitarra (2017-presente)
- Bob Skeat - basso (1997-presente)
- Mike Truscott - batteria (2022-presente)

### Ex membri
- Steve Upton - batteria (1969-1976)
- Martin Turner - basso (1969-1980)
- Ted Turner - chitarra (1969-1974)
- John Wetton - basso, voce (1980-1981)
- Trevor Bolder, basso (1982-1985)
- Laurie Wisefield, chitarra (1974-1991)
- Mervyn Spence, basso (1985-1986)
- Andy Pyle - basso (1986-1987; 1991-1994)
- Robbie France - batteria (1990-1991)
- Tony Kishman - basso (1994-1997)
- Mike Sturgis - batteria (1994-1997)
- Mark Birch - chitarra (1997-2001)
- Ben Granfelt - chitarra (2001-2004)
- Muddy Manninen - chitarra (2004-2017)
- Joe Crabtree - batteria (2007-2022)